# Akademia Finansów i Biznesu Vistula
Akademia Finansów i Biznesu Vistula (AFiB Vistula) – akademicka uczelnia niepubliczna z siedzibą w Warszawie, która powstała w 1991 r. pod nazwą Wyższa Szkoła Ubezpieczeń i Bankowości. W styczniu 1992 roku została wpisana do rejestru wyższych uczelni niepublicznych Ministerstwa Edukacji Narodowej i Sportu pod numerem 2. Jej filią jest Akademia im. A. Gieysztora w Pułtusku. W rankingu Perspektywy 2024 zajmuje 4. miejsce wśród uczelni niepublicznych. Uczelnia ma prawo nadawania stopnia doktora w dyscyplinie Ekonomia i Finanse, Historia, Nauki o zarządzaniu jakości oraz Nauki o polityce i administracji.

## Historia
- 1991 – Fundacja Promocji Ubezpieczeń tworzy Wyższą Szkołę Ubezpieczeń i Bankowości.
- 1992 – Wyższa Szkoła Ubezpieczeń i Bankowości zostaje wpisana do rejestru wyższych uczelni niepaństwowych Ministerstwa Edukacji Narodowej i Sportu.
- 2005 – Senat Wyższej Szkoły Ubezpieczeń i Bankowości podejmuje decyzję o zmianie nazwy uczelni na Akademię Finansów.
- 2012 – do Akademii Finansów dołącza Uczelnia Vistula (dawniej Wyższa Szkoła Ekonomiczno-Informatyczna w Warszawie – WSE-I), jednocześnie następuje zmiana nazwy Akademii Finansów na Akademię Finansów i Biznesu Vistula.
- 2014 – AFiB Vistula włącza Europejską Akademię Sztuk w Warszawie.
- 2015 – AFiB Vistula włącza Wyższą Szkołę Zarządzania w Warszawie.
- 2025 – AFiB Vistula włącza Gdańską Szkołę Wyższą.

### Rektorzy w latach 2000–2019
- 2000-2010 – prof. dr hab. Paweł Bożyk
- 2010-2014 – dr hab. Krzysztof Rybiński
- 2014–2016 – dr Marek Kulczycki
- 2016–2019 – prof. dr hab. Witold Orłowski
- 2019 – dr hab. Wawrzyniec Konarski

## Grupa Uczelni Vistula[4]
Akademia Finansów i Biznesu Vistula wraz ze Szkołą Główną Turystyki i Hotelarstwa Vistula (dawniej Szkoła Główna Turystyki i Rekreacji) tworzy trzon Grupy Uczelni Vistula. W 2014 roku dołączyła do nich Wrocławska Akademia Biznesu w Naukach Stosowanych, w 2018 Akademia Humanistyczna im. A. Gieysztora w Pułtusku oraz Olsztyńska Szkoła Wyższa im. Józefa Rusieckiego, a w 2025 Gdańska Szkoła Wyższa.

## Studia w Akademii Finansów i Biznesu Vistula
Uczelnia ma w ofercie studia w języku polskim i angielskim: licencjackie, magisterskie, inżynierskie, doktoranckie, podyplomowe oraz programy MBA. Prowadzi je w trybie stacjonarnym i niestacjonarnym oraz online.
Kierunki kształcenia
- Analityka biznesu i bezpieczeństwa
- Architektura
- Dziennikarstwo i Komunikacja Społeczna
- Ekonomia
- Filologia (angielska i hiszpańska)
- Finanse i Rachunkowość z akredytacją ACCA
- Grafika
- Informatyka
- Konsultant językowy w biznesie
- Logistyka
- Psychologia w biznesie
- Stosunki Międzynarodowe
- Studia azjatyckie: Japonia, Korea, Wietnam
- Zarządzanie

## Akredytacje i certyfikaty
- ACCA
- CIMA(inne języki)
- CEEMAN
- PMI Global Accreditation Center for Project Management Education Programs
- Akredytacja Eurostatu
- HR Excellence in Research

## Struktura
- Wydział Biznesu i Stosunków Międzynarodowych
- Wydział Filologii i Dziennikarstwa
- Studium Języków Obcych
- Wydział Informatyki, Grafiki i Architektury
- Centrum Naukowo-Badawcze

## Władze[6]
- Rektor: dr hab. Wawrzyniec Konarski
- Prorektor ds. studenckich: dr Davut Han Aslan
- Prorektor ds. jakości kształcenia: dr Grzegorz Mathea
- Prorektor ds. nauki: dr hab. inż. Piotr F. Borowski

## Instytut Badań Azjatyckich[7]
Instytut Badań Azjatyckich powstał w 2017 r. (początkowo pod nazwą „Centrum Badań Azjatyckich”). Do jego głównych zadań należy prowadzenie badań naukowych skoncentrowanych na współczesnej Azji i Eurazji oraz na inicjatywie reaktywowania mechanizmu historycznego Szlaku Jedwabnego.

## Wydawnictwo[8]
Wydawnictwo Akademii Finansów i Biznesu Vistula ma na swoim koncie liczne specjalistyczne publikacje w zakresie ekonomii, informatyki, stosunków międzynarodowych, socjologii, finansów i rachunkowości, bankowości, turystyki i rekreacji, zarządzania, integracji europejskiej oraz filologii. Jego nakładem ukazują się m.in. podręczniki akademickie, prace zbiorowe autorstwa wykładowców uczelni i innych krajowych oraz zagranicznych placówek naukowych, a także praktyków.
Wydawnictwo publikuje również uczelniane periodyki:
- „Zeszyty Naukowe Uczelni Vistula”;
- „Kwartalnik Naukowy Uczelni Vistula”;

„A Vista – Studenckie Internetowe Zeszyty Naukowe Akademii Finansów i Biznesu Vistula”.